# Melicope kavaiensis
Melicope kavaiensis är en vinruteväxtart som först beskrevs av Horace Mann, och fick sitt nu gällande namn av T.G. Hartley & B.C. Stone. Melicope kavaiensis ingår i släktet Melicope och familjen vinruteväxter. Inga underarter finns listade i Catalogue of Life.